# Hesseni Nagyhercegség
A Hesseni Nagyhercegség (németül: Großherzogtum Hessen, vagy Großherzogtum Hessen und bei Rhein) vagy Hessen-Darmstadt egy történelmi állam a mai Németország területén. 1806-ban jött létre, amikor a Hessen–Darmstadti Tartománygrófságot nagyhercegség rangjára emelték. Az állam 1918-ig állt fenn, ekkor kikiáltották a köztársaságot, tényleges önállóságát azonban már 1871-ben elvesztette, amikor a megalakuló Német Császárság szövetségi állama lett. 1806 és 1815 között tagja a Rajnai Szövetségnek, majd 1815 és 1866 között a Német Szövetségnek.

## Történelme

### Napóleoni háborúk
A francia forradalmat követően X. Lajos hessen–darmstadti tartománygróf többször is támadást indított Franciaország ellen, hogy megállítsa a monarchiaellenes eszmék terjedését. A csatákat azonban rendre elveszti a franciák ellen, jelentős területekkel együtt. I. Napóleon francia császár sikereit látván azonban 1806. július 12-én több más német állammal együtt csatlakozott a francia császár által felügyelt Rajnai Szövetséghez. Lajos, Napóleon támogatásával bekebelezi a Hessen-Homburgi és a Hessen-Kasseli Tartománygrófságot, valamint számos kisebb várost és grófságot, többek között Leiningent, Lowensteint és Stollberget, és egyúttal felvette a Hessen nagyhercege címet. A területi nyereségek és a magasabb titulus áraként a hesseni csapatok a porosz–osztrák–orosz seregek ellen vonultak hadba francia szövetségesként. A háborúzás hatalmas terhet rótt az országra, a sereg felszerelésének és ellátásának anyagi hátterét a nagyherceg hitelek felvételével igyekezett megteremteni. Ennek eredményeként az ország 1808 és 1810 között óriási mértékben eladósodott. 1813. október 19-én a hesseni erők megfutamodtak a lipcsei csata során elszenvedett kínos vereség következtében és majdhogynem a Rajna vonaláig vonultak vissza. Az ellenséges csapatok ekkor már olyan közel jártak a hesseni határhoz, hogy I. Lajos nagyherceg Mannheimbe menekült családjával. A háborút lezáró bécsi kongresszuson a vezető nagyhatalmak határozata szerint Lajosnak le kellett mondania a Napóleonnal szövetségben megszerzett vesztfáliai területekről és vissza kellett adnia Hessen–Homburg szuverenitását és önállóságát; a Hesseni Nagyhercegséghez csatolták cserébe Rheinhessen vidékét Mainz városával együtt a Rajna bal partjáról. A kongresszuson minden állam elismerte továbbá a hesseni uralkodók nagyhercegi címét, illetve az állam felvette a Hessen und bei Rhein nevet.

### A Német Szövetségben
I. Lajos dinamikusan fogott hozzá a háborúktól sújtott ország újjáépítéséhez. 1816. május 15-én megszüntették a jobbágyságot. A nagyherceg támogatta a mezőgazdaság, azon belül is elsősorban az állattenyésztés fejlesztését. Szintén sok pénzt áldozott a kultúrára és az oktatás színvonalának emelésére. Állami beruházásokat hajtottak végre, például víztározót alakítottak ki a folyón és utakat építettek, elősegítve ezzel a kereskedelem fellendülését. 1819. február 16-án a kormány kihirdette a nagyherceg javaslatát, mely szerint 1820 tavaszára országgyűlést hív egybe és alkotmányt fektet le. Eredetileg az alkotmány március 18-án lépett volna életbe; viszont többször is vissza kellett hívni, mivel a tanácsadók kifogásokat tettek ellene. A végleges alkotmányt végül majdnem féléves késéssel, 1820. december 21-én léptették érvénybe, díszes ünnepség keretében. A kereskedelem segítése érdekében 1828. január 1-jén hatályba lépett a porosz–hesseni vámügyi megegyezés.
Az állam jelentős beruházásaként II. Lajos uralkodása alatt építették meg az első hesseni vasútvonalakat: a Main–Neckar–Bahn szakaszt Frankfurt és Heidelberg–Mannheim között a főváros felé, továbbá a Frankfurtból Kassel irányába tartó Main–Weser–Bahn pályát. Ezek a szakaszok a mai hesseni fő vasútvonalak szerves alapjait adták.
Az liberális nézeteket valló, ám erős kézzel kormányzó III. Lajosnak köszönhetően az 1848-as forradalmi hullám elkerülte az országot.

### A Német Birodalomban
Az 1866-os porosz–osztrák–olasz háborúban a hesseni seregek az osztrákok oldalán folytak bele a küzdelembe. A harcok anyagilag egyrészt nagyon megterhelték, néha még adósságokba is sodorták az országot, másrészt a poroszok előrenyomultak és körbezárták a hesseni területeket. Még a háború kirobbanása előtt III. Lajosra szállt Hessen–Homburg koronája, mivel az apró grófságot uraló család férfiága kihalt. Hessen–Homburg megadta magát a poroszoknak, akik ezen felül megszállták Hessen–Kasselt, valamint Hessen–Darmstadt egyes részeit. A porosz kézre került részeket elcsatolták és a szomszédos elfoglalt megyékkel együtt létrehozták Hessen–Nassau tartományát. A háborút lezáró béke értelmében a hesseni csapatok kötelesek voltak a továbbiakban a poroszokkal szövetségre lépve hadba vonulni, illetve az országot és a nagyherceget komoly figyelmeztetésben részesítették azért, mert nem csatlakozott az Északnémet Szövetséghez.

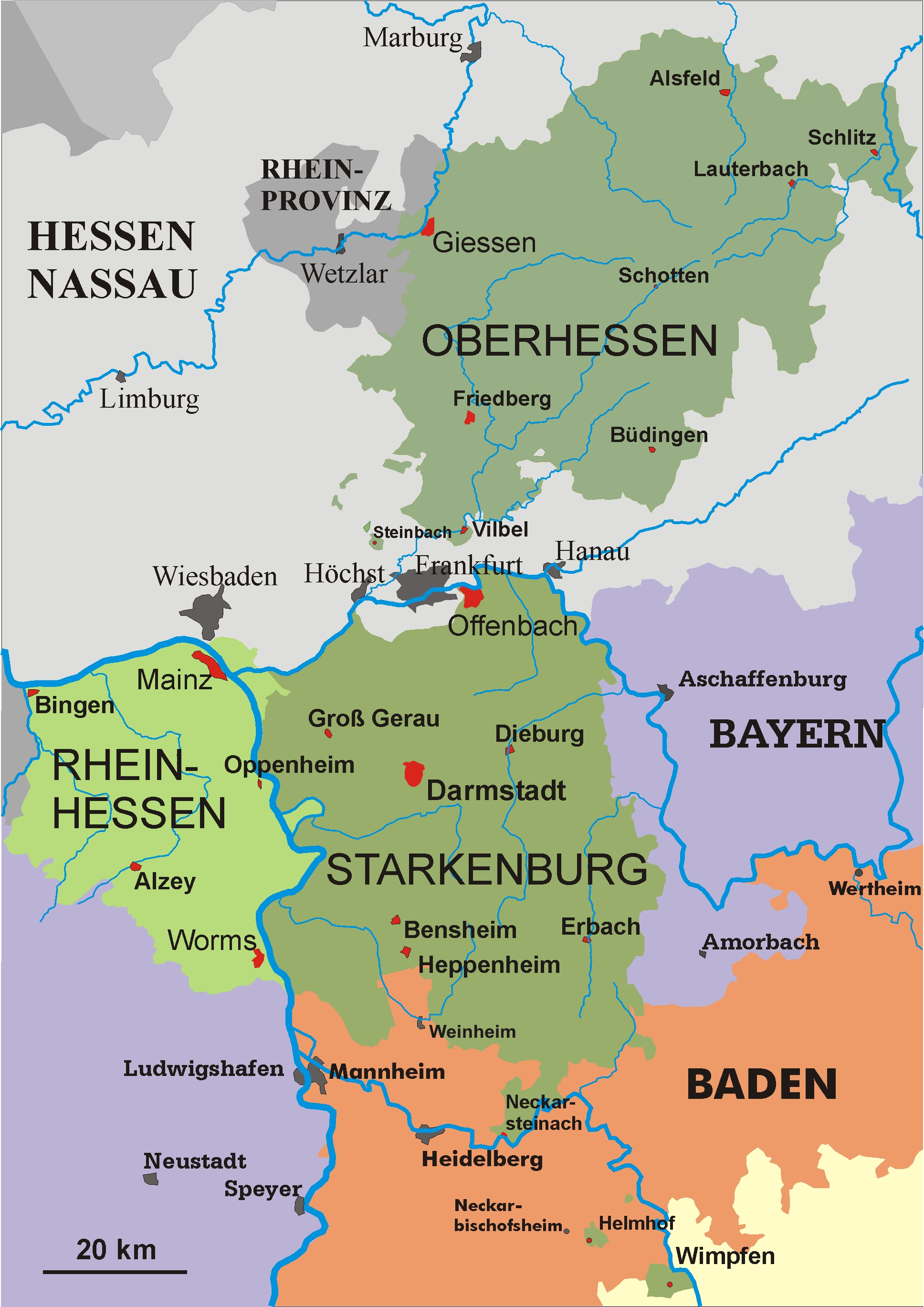
A nagyhercegség 1830-ban

1871-ben a megalakuló Német Császárság szövetségi állama lett, így végleg elvesztette külpolitikai önállóságát. A centralizált Német Császárságban egyre kisebb szerep jutott a hesseni politikai vezetésnek. Az első világháború elvesztése után, 1918. november 9-én kirobbant német forradalom Hessenben is elsöpörte az uralkodót, noha Ernő Lajos nagyherceget nem űzték el, sőt vagyonát is megtarthatta. Kikiáltották a köztársaságot, az új állam pedig a Hesseni Népállam (Volksstaat Hessen) nevet kapta.

## Közigazgatás
A Hesseni Nagyhercegséget három tartományra osztották:
- Starkenburg – a Rajna jobb partján, a Majnától délre. Központja Darmstadt.
- Rheinhessen – a Rajna bal partján. Központja Mainz.
- Felső-Hessen – a Majnától északra, Starkenburgtól Frankurt Szabad Város választja el. Központja Gießen.

## Kapcsolódó szócikk
- Hesseni tartománygrófok és választófejedelmek listája